# La escalera

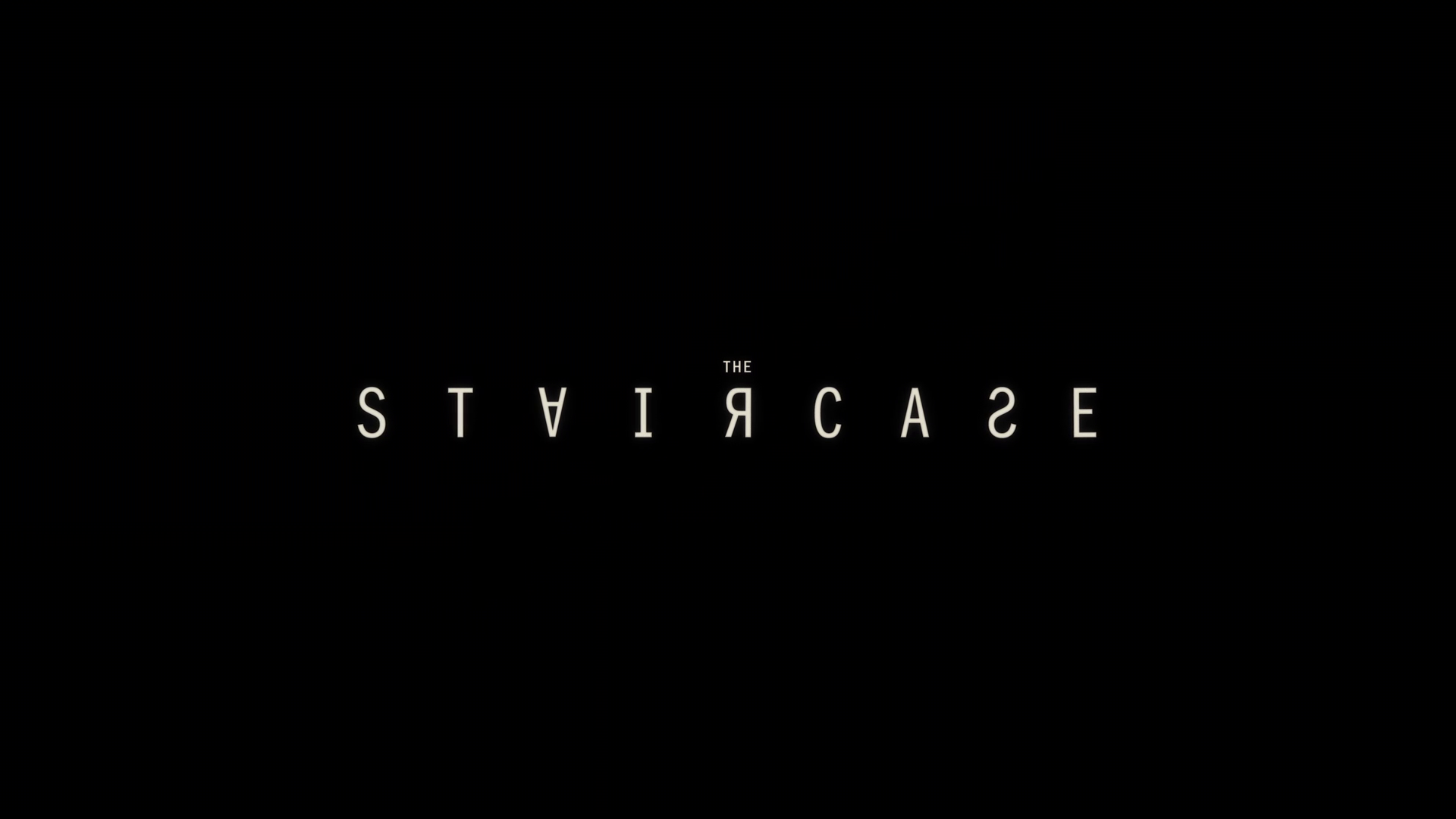
Logo de la serie.

La escalera (en inglés, The Staircase) es una miniserie estadounidense de drama criminal creada por Antonio Campos y Maggie Cohn, basada en la serie documental televisiva homónima The Staircase, de Jean-Xavier de Lestrade. Se estrenó por HBO Max el 5 de mayo de 2022 y finalizó el 9 de junio de 2022.

## Sinopsis
Michael Peterson, un novelista policíaco, es acusado de matar a golpes a su esposa Kathleen después de ser encontrada muerta al pie de una escalera en su casa.

## Elenco y personajes

### Principal
- Colin Firth como Michael Peterson, novelista y político que reside en Durham.
- Toni Collette como Kathleen Peterson, ejecutiva exitosa, segunda esposa de Michael.
- Michael Stuhlbarg como David Rudolf, abogado de Michael.
- Rosemarie DeWitt como Candace Hunt Zamperini, hermana de Kathleen Peterson.
- Sophie Turner como Margaret Ratliff, hija adoptada por los Peterson.
- Odessa Young como Martha Ratliff, hermana de Margaret e hija adoptada por los Peterson.
- Patrick Schwarzenegger como Todd Peterson, hijo biológico de Michael Peterson.
- Dane DeHaan como Clayton Peterson, hijo biológico mayor de Michael Peterson.
- Olivia DeJonge como Caitlin Atwater, hija biológica de Kathleen Peterson.
- Tim Guinee como Bill Peterson, hermano de Michael.
- Juliette Binoche como Sophie Brunet, la editora del documental The Staircase.
- Parker Posey como Freda Black, ayudante del fiscal que lleva el caso.
- Vincent Vermignon como Jean-Xavier, el director original del documental.

### Recurrente
- Joel McKinnon Miller como Larry Pollard, abogado amigo de los Peterson.
- Maria Dizzia como Lori Campbell, hermana de Kathleen y Candance.
- Cullen Moss como Jim Hardin, fiscal que investiga el caso.
- Justice Leak como Tom Maher.
- Robert Crayton como Ron Guerette, investigador de la defensa.
- Jim Rash como Duane Deaver.
- Frank Feys como Denis Poncet.
- Cory Scott Allen como Art Holland.
- Jason Davis as Fred Atwater, primer marido de Kathleen.
- Trini Alvarado as Patricia Sue Peterson, primera mujer de Michael.
- Daniela Lee como Devon.
- Teri Wyble como Sonya Pfeiffer.
- Andre Martin como Yves, ayudante de Jean-Xavier.

## Episodios
| N.º | Título                                    | Dirigido por   | Escrito por                       | Fecha de lanzamiento original |
| --- | ----------------------------------------- | -------------- | --------------------------------- | ----------------------------- |
| 1   | «911»                                     | Antonio Campos | Antonio Campos                    | 5 de mayo de 2022             |
| 2   | «Chiroptera»                              | Antonio Campos | Maggie Cohn                       | 5 de mayo de 2022             |
| 3   | «The Great Dissembler»                    | Antonio Campos | Antonio Campos                    | 5 de mayo de 2022             |
| 4   | «Common Sense»                            | Antonio Campos | Emily Kaczmarek & Craig Shilowich | 12 de mayo de 2022            |
| 5   | «The Beating Heart»                       | Leigh Janiak   | Craig Shilowich                   | 19 de mayo de 2022            |
| 6   | «Red in Tooth and Claw»                   | Leigh Janiak   | Emily Kaczmarek                   | 26 de mayo de 2022            |
| 7   | «Seek and Ye Shall»                       | Antonio Campos | Maggie Cohn                       | 2 de junio de 2022            |
| 8   | «America's Sweetheart or: Time Over Time» | Antonio Campos | Antonio Campos                    | 9 de junio de 2022            |

## Producción

### Desarrollo
La serie es un proyecto apasionante para Antonio Campos, quien comenzó a desarrollar una adaptación con guion de la docuserie del mismo nombre The Staircase en 2008. El 21 de noviembre de 2019, se anunció que Annapurna Television había puesto oficialmente el proyecto en desarrollo. Campos se encargó de escribir la serie, además de ser productor ejecutivo junto a Harrison Ford. El 22 de septiembre de 2020, durante una entrevista sobre su nueva película The Devil All the Time con Rian Johnson para la revista The Interview, Campos reveló que HBO Max había adquirido el proyecto para su desarrollo. El 31 de marzo de 2021, se anunció que HBO Max le había dado al proyecto una orden de serie limitada que constaba de 8 episodios, con Campos como showrunner y director de 6 de los episodios y Maggie Cohn como escritora, productora ejecutiva. y co-showrunner.

### Rodaje
La fotografía principal de la serie comenzó el 7 de junio de 2021 en Atlanta, Georgia, y estaba programada para concluir en noviembre de 2021.

## Estreno
El 30 de marzo de 2022, HBO Max mostró el primer tráiler revelando la fecha de estreno para el 5 de mayo de 2022.

## Premios y nominaciones
| Año  | Premio                 | Categoría                            | Nominado(s)   | Resultado | Ref.   |
| ---- | ---------------------- | ------------------------------------ | ------------- | --------- | ------ |
| 2022 | Premios Primetime Emmy | Mejor actriz - Miniserie o telefilme | Toni Collette | Nominado  | [ 12 ] |
| 2022 | Premios Primetime Emmy | Mejor actor - Miniserie o telefilme  | Colin Firth   | Nominado  | [ 12 ] |